# 安曼
安曼（阿拉伯語：عمان，羅馬化：ʻAmmān，[ʕamːaːn]）是西亚國家約旦的首都和最大城市，也是該國的經濟、政治和文化中心，截至2021年，安曼人口約為4,061,150 人，是黎凡特地區最大的城市、阿拉伯世界第五大城市和中東地區第九大都會區。城市位於該國北部，西側是阿吉倫山地。
安曼地區的名字來源於他們佔據的山丘（Jabal）或山谷（Wadi），存在的最早證據可以追溯到公元前8世紀，在一個被稱為安加扎勒的新石器時代遺址，在那裡出土了世界上最古老的人形雕像安加扎勒雕像。在鐵器時代，這座城市被稱為 Rabbath Ammon，並在隨後歷史上曾經由許多不同民族統治，包括亚扪王國的首都。公元前3世紀，托勒密王朝的埃及法老托勒密二世重建了這座城市，並更名為「非拉鐵非」，使其成為希臘文化的區域中心。在羅馬帝國統治時期，非拉鐵非曾是德卡波利斯的十個希臘羅馬城市之一，並轄屬於佩特拉阿拉伯省。公元7世紀，正统哈里发從東羅馬帝國手中征服了這座城市，並更改城市的名稱為安曼。在整個中世紀的大部分時間裡，這座城市作為巴爾卡高地的中心，並經歷各種繁榮與蕭條的時期。到了15世紀到1878年，安曼基本上被遺棄，當時該地區僅有切尔克斯人定居。
近代，安曼的第一個市政委員會成立於1909年，當安曼在1921年被指定為外約旦的首都後，該城市經歷了快速增長，接收了來自約旦和黎凡特不同城市的移民，並經歷了幾波連續的難民潮，最初建在七座小山的城市，如今已經跨越約19座小山的規模，並構成包括22個行政區的大安曼市，目前東安曼主要保存各種歷史遺跡，經常舉辦文化活動，而西安曼則更為現代，是該市的經濟中心。今日，安曼是中東地區少數伊斯蘭教、基督宗教及其他少數信仰無明顯衝突而得以共處之地。
2018年約有100萬遊客抵達安曼，這使安曼成為全球第89位訪問量最大的城市和第12位訪問量最大的阿拉伯城市。安曼的經濟增長相對較快，依照全球化及世界城市研究网络（GaWC）所公布之《世界级城市》名单中，安曼属于Beta-级别的国际都市此外，根據城市經濟、勞工、環境和社會文化因素，它被評為中東和北非最佳城市之一。目前安曼也是是阿拉伯世界最受歡迎的跨國公司設立區域辦事處的地點之一，與多哈並列，僅次於杜拜。

## 地理
安曼位於東岸高原，最初這座城市建在七座山上。安曼的地形以山脈為代表。城市中最重要的地區以其所在的丘陵或山脈命名。該地區的海拔範圍從 1,000 到 1,100公尺（3,300 到 3,600 英尺）。Al-Salt和al-Zarqa分別位於西北和東北部，Madaba位於西部，al-Karak和Ma'an分別位於安曼的西南部和東南部。安曼僅存的一處泉水現在為扎爾卡河供水。
在安曼發現的樹木包括阿勒頗松樹、地中海柏樹和腓尼基杜松。

### 氣候
安曼及其周遭降雨量極低，加上氣候變遷導致長期缺水，每周只有一天半時間供應自來水，其他時間或大量用水者需要和私人水商用高價買水，水源通常是遠方運來的深井水。這也導致農作收穫不理想，長期靠進口糧食。
| 安曼                                                | 安曼        | 安曼        | 安曼        | 安曼        | 安曼         | 安曼         | 安曼         | 安曼         | 安曼         | 安曼        | 安曼        | 安曼        | 安曼         |
| 月份                                                | 1月         | 2月         | 3月         | 4月         | 5月          | 6月          | 7月          | 8月          | 9月          | 10月        | 11月        | 12月        | 全年         |
| --------------------------------------------------- | ----------- | ----------- | ----------- | ----------- | ------------ | ------------ | ------------ | ------------ | ------------ | ----------- | ----------- | ----------- | ------------ |
| 历史最高温 °C（°F）                                 | 23.0 (73.4) | 27.3 (81.1) | 32.6 (90.7) | 37.0 (98.6) | 38.7 (101.7) | 40.6 (105.1) | 43.4 (110.1) | 43.2 (109.8) | 40.0 (104.0) | 37.6 (99.7) | 31.0 (87.8) | 27.5 (81.5) | 43.4 (110.1) |
| 平均高温 °C（°F）                                   | 12.7 (54.9) | 13.9 (57.0) | 17.6 (63.7) | 23.3 (73.9) | 27.9 (82.2)  | 30.9 (87.6)  | 32.5 (90.5)  | 32.7 (90.9)  | 30.8 (87.4)  | 26.8 (80.2) | 20.1 (68.2) | 14.6 (58.3) | 23.7 (74.66) |
| 日均气温 °C（°F）                                   | 8.5 (47.3)  | 9.4 (48.9)  | 12.4 (54.3) | 17.1 (62.8) | 21.4 (70.5)  | 24.6 (76.3)  | 26.5 (79.7)  | 26.6 (79.9)  | 24.6 (76.3)  | 21.0 (69.8) | 15.0 (59.0) | 10.2 (50.4) | 18.1 (64.6)  |
| 平均低温 °C（°F）                                   | 4.2 (39.6)  | 4.8 (40.6)  | 7.2 (45.0)  | 10.9 (51.6) | 14.8 (58.6)  | 18.3 (64.9)  | 20.5 (68.9)  | 20.4 (68.7)  | 18.3 (64.9)  | 15.1 (59.2) | 9.8 (49.6)  | 5.8 (42.4)  | 12.5 (54.5)  |
| 历史最低温 °C（°F）                                 | −4.5 (23.9) | −4.4 (24.1) | −3.0 (26.6) | −3.0 (26.6) | 3.9 (39.0)   | 8.9 (48.0)   | 11.0 (51.8)  | 11.0 (51.8)  | 10.0 (50.0)  | 5.0 (41.0)  | 0.0 (32.0)  | −2.6 (27.3) | −4.5 (23.9)  |
| 平均降水量 mm（）                                   | 60.6 (2.39) | 62.8 (2.47) | 34.1 (1.34) | 7.1 (0.28)  | 3.2 (0.13)   | 0.0 (0.0)    | 0.0 (0.0)    | 0.0 (0.0)    | 0.1 (0.00)   | 7.1 (0.28)  | 23.7 (0.93) | 46.3 (1.82) | 245.0 (9.65) |
| 平均降水天数                                        | 11.0        | 10.9        | 8.0         | 4.0         | 1.6          | 0.1          | 0.0          | 0.0          | 0.1          | 2.3         | 5.3         | 8.4         | 51.7         |
| 月均日照時數                                        | 179.8       | 182.0       | 226.3       | 266.6       | 328.6        | 369.0        | 387.5        | 365.8        | 312.0        | 275.9       | 225.0       | 179.8       | 3,289.7      |
| 来源1：Jordan Meteorological Department             |             |             |             |             |              |              |              |              |              |             |             |             |              |
| 来源2：NOAA (sun 1961–1990),Pogoda.ru.net (records) |             |             |             |             |              |              |              |              |              |             |             |             |              |

| 1月 | 2月 | 3月 | 4月 | 5月 | 6月 | 7月 | 8月 | 9月 | 10月 | 11月 | 12月 | 全年 |
| --- | --- | --- | --- | --- | --- | --- | --- | --- | ---- | ---- | ---- | ---- |
| 3   | 5   | 7   | 9   | 10  | 12  | 12  | 11  | 9   | 6    | 4    | 3    | 7.5  |

## 經濟

### 銀行業
銀行業是約旦經濟的主要基礎之一。儘管阿拉伯世界因阿拉伯之春起義而出現動盪和經濟困難，但約旦的銀行業在2014年仍保持增長。該行業由25家銀行組成，其中15家在安曼證券交易所上市。安曼是阿拉伯銀行的基地城市，該銀行是中東地區最大的金融機構之一，為五大洲30個國家的600多家分支機構的客戶提供服務。阿拉伯銀行佔安曼證券交易所 28% 的股份，是該交易所市值排名最高的機構。

### 旅遊業
安曼是世界第四大訪問量最大的阿拉伯城市，以及第九大國際遊客消費的城市。2011年約有180萬遊客到訪安曼，並在該市消費超過13億美元。阿勒婭王后國際機場的擴建是大安曼市對城市基礎設施進行大量投資的一個例子。近年來對於公共交通系統和國家鐵路的建設擴建，也在緩解每年數百萬遊客到安曼產生的交通流量。
安曼和約旦是中東的醫療旅遊中心。約旦接待了該地區最多的醫療遊客，在世界上排名第五。安曼每年接收250,000名外國患者，每年收入超過 10 億美元。.

### 商業
安曼正發展出商業金融中心。隨著新企劃的出現，這座城市的天際線正在不斷地發生變化。自2003年伊拉克戰爭後，很大一部分業務流入安曼。約旦的主要機場是位於安曼南部的阿勒婭王后國際機場，是該國國家航空公司皇家約旦航空的主要樞紐，Rubicon Group Holding和Maktoob是兩家主要以區域技術為主的公司，其總部位於安曼，安曼還設有跨國製藥公司Hikma Pharmaceuticals以及中東最大的物流運輸公司Aramex的總部。
根據Dunia Frontier Consultants的一份報告，安曼、多哈和杜拜是跨國公司在中東和北非地區營運的首選樞紐。在FDI雜誌中，安曼被選為最有潛力成為該地區外國直接投資領導者的中東城市。此外，世界上最大的幾家投資銀行在安曼設有辦事處，包括渣打銀行、法國興業銀行和花旗銀行等。

## 人口統計
2015年，安曼人口達到4,007,526人；這座城市約佔約旦總人口的 42%。其的土地面積為1,680平方公里（648.7平方英里），人口密度約為每平方公里2,380人（6,200/平方英里）。.隨著20世紀移民和難民的不斷湧入，安曼的人口呈指數級增長。安曼人口從1890年的大約1,000人增長到1990年約1,000,000人，這主要是由於移民以及該市的高出生率。
大約40,000位切爾克斯人居住在在安曼及其附近地區。當1914年安曼成為漢志鐵路沿線的主要樞紐後，許多來自薩爾特的穆斯林和基督教商人家庭也紛紛移民到該市。安曼的大部分居民都具有巴勒斯坦血統（城市或農村血統），今天該市的兩個主要人口群體是巴勒斯坦或約旦血統的阿拉伯人。其他種族群體約佔人口的2%。不過並沒有關於巴勒斯坦或約旦血統人口比例的官方統計數據。
由自該國北部和南部的約旦人，以及來自巴勒斯坦的移民組成的新移民也使該市的人口從1930年的30,000人增加到1947年的60,000人。1950 年至 1966 年間，該地區的許多巴勒斯坦人穩步遷移到安曼，之後又一波來自約旦河西岸的巴勒斯坦難民在1967年戰爭期間遷往該市。到1970年，人口已經膨脹到大約 550,000 人。[102]在 1991 年海灣戰爭期間，又有 200,000名巴勒斯坦人在被驅逐出科威特後抵達安曼。當代，安曼市中心周圍有幾個大型巴勒斯坦難民營。
由於安曼缺乏根深蒂固的本土人口，因此該城市沒有明顯的阿拉伯語方言，儘管約旦和巴勒斯坦方言已經在城市形成，不過這座城市的移民子女也越來越多地稱自己為「安曼人」，這與認同各自的原籍地的第一代居民不同。

## 交通
除了正常運行的鐵路系統外，安曼還設有一個火車站作為漢志鐵路的一部分。安曼擁有發達的公共和私人交通系統。安曼有兩個國際機場。

### 機場
服務於安曼的主要機場為阿勒娅王后国际机场，該機場位於安曼以南約30公里（18.64 英里）處。較小的設施則為安曼民用機場，這是一個以單航站樓為主體的機場，主要服務於國內和附近的國際航線。
阿麗亞王后國際機場是約旦的主要國際機場，也是皇家約旦航空公司的主要樞紐。它近年已經完成了擴建和改造，包括舊航站樓的退役和耗資7億美元的新航站樓，每年服務容量能達到1600萬人次吞吐量1600萬乘客。它現在被認為是世界上最先進的機場，並被世界領先的機場服務品質調查評為2014年和2015年『中東最佳機場』和2014年『中東最佳改進機場』等旅客滿意度為基準的計劃。

### 道路
安曼擁有廣泛的道路，儘管該地區的山區地形阻礙了一些主要道路的，但這些主要道路由橋樑和隧道連接。近年來，儘管連續湧入城市的難民潮導致新社區的迅速建設，但是安曼新建或拓寬道路的能力仍然有限。導致城市圈的交通擁堵經常加劇，因此市政府於2015年開始建設快速公交 (BRT) 系統作為解決方案。建設了一條環繞城市的環路連接城市的北部和南部地區。從而改善安曼的交通環境條件。

## 圖片

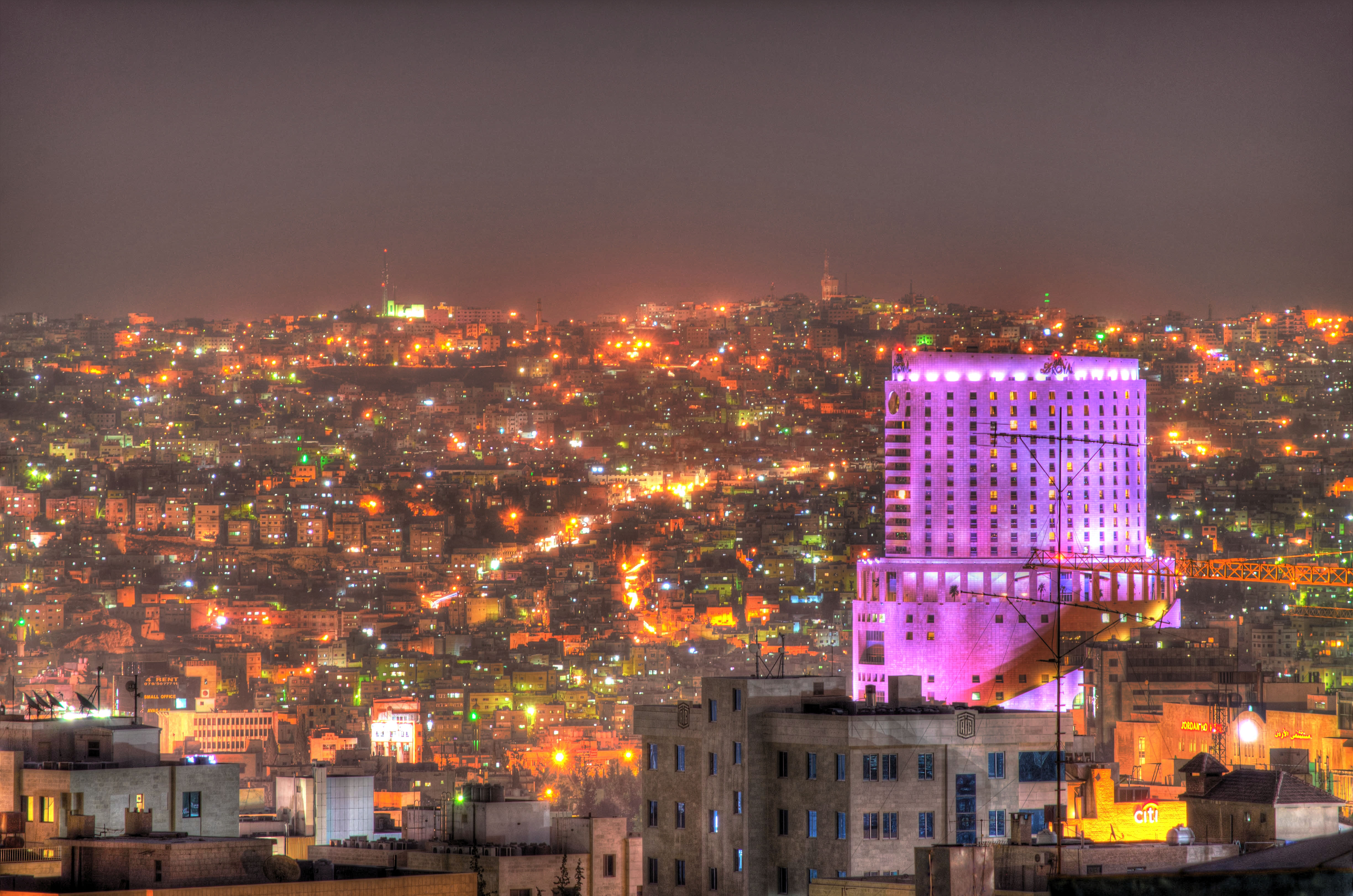
安曼皇家酒店
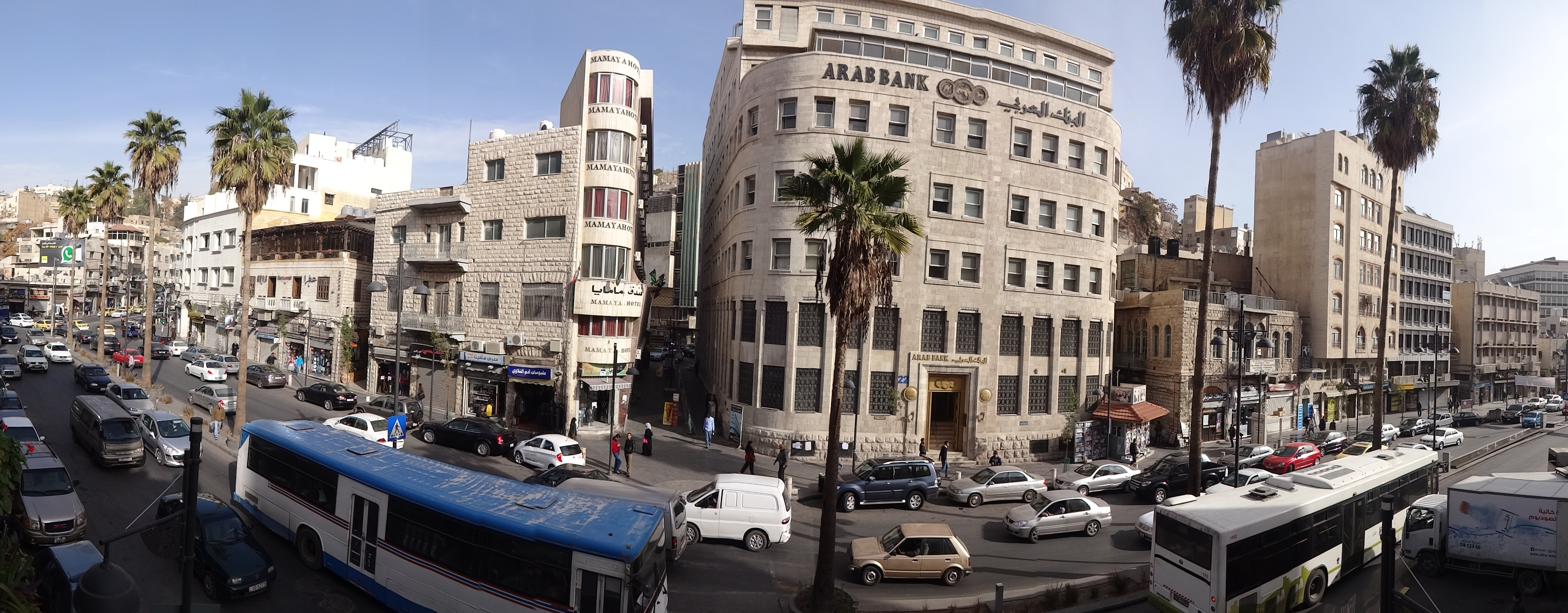
安曼市中心
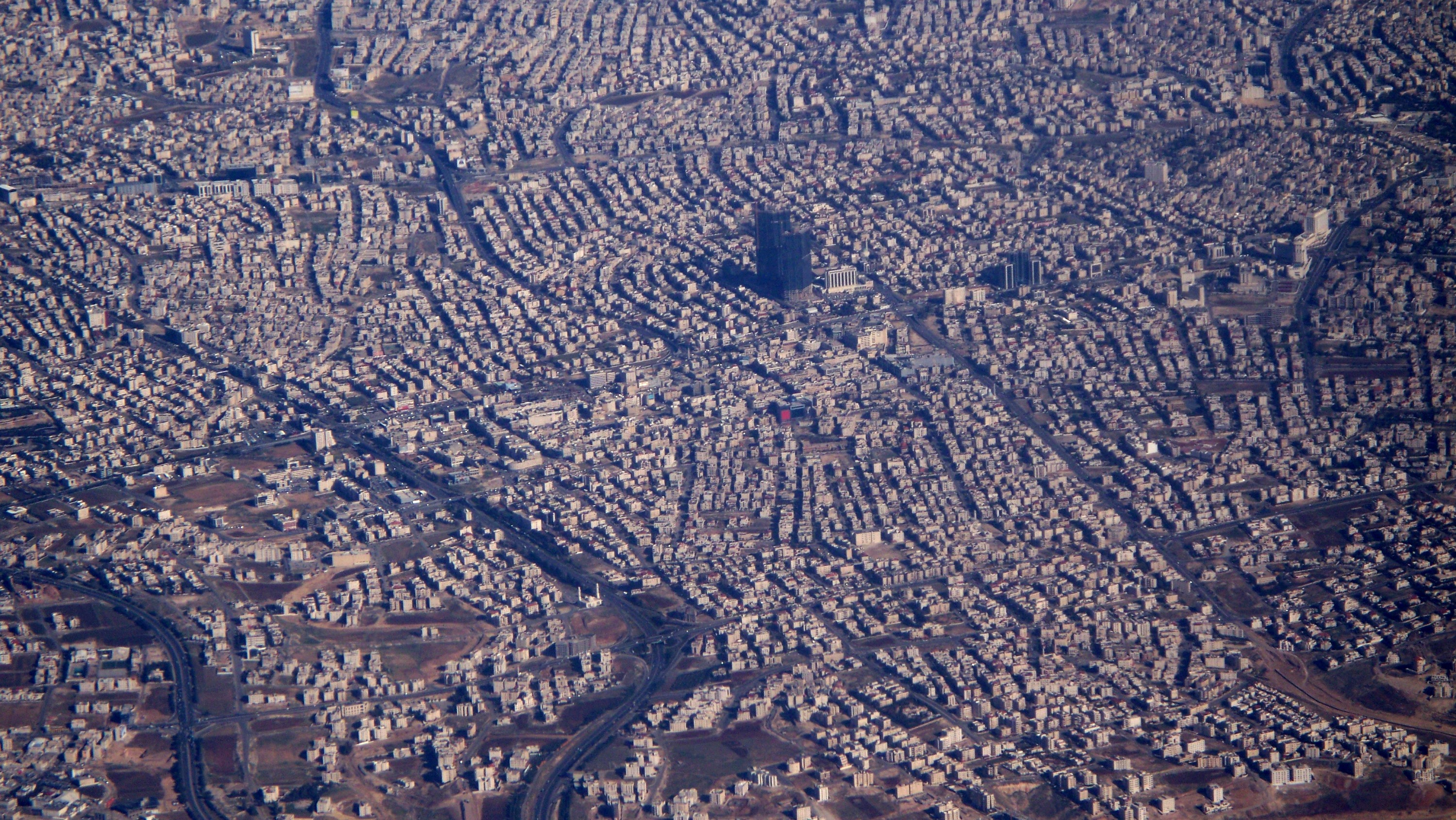
鳥瞰安曼

## 友好城市
- 阿曼马斯喀特（1986）
- 沙烏地阿拉伯吉达（1988）
- 埃及开罗(1988）
- 摩洛哥拉巴特（1988）
- 葉門萨那（1989）
- 巴基斯坦伊斯兰堡（1989）
- 土耳其安卡拉(1992）
- 苏丹喀土穆（1993）
- 多哈（1995）
- 土耳其伊斯坦堡（1997）
- 阿尔及利亚阿爾及爾（1998）
- 羅馬尼亞布加勒斯特（1999）
- 毛里塔尼亚努瓦克肖特（1999）
- 突尼西亞突尼斯（1999）
- 保加利亚索菲亞（2000）
- 黎巴嫩贝鲁特（2000）
- 南非比勒陀利亞（2002）
- 特古西加尔巴（2002）
- 美国芝加哥（2004）[45]
- 義大利卡拉布里亚大区（2005）
- 俄羅斯莫斯科（2005）
- 莫斯塔爾（2006）[46]
- 巴林中央省（2006）
- 比什凯克（2006）
- 美国舊金山（2010）[47]
- 錫爾赫特市
- 新加坡 (2014）
- 亞美尼亞葉里溫（2015）[48]
- 美国辛辛那提（2015）

## 外部連結
- Amman Street Food documentary on Youtube （页面存档备份，存于）
- Amman Digital Community Facebook page （页面存档备份，存于）
- Greater Amman Municipality Facebook page
- Amman public transportation map （页面存档备份，存于）
- Photos of Amman from the American Center of Research （页面存档备份，存于）